# Erazem Lorbek
Erazem Lorbek (Lubiana, 21 febbraio 1984) è un ex cestista sloveno.
È il fratello maggiore di Domen e di Klemen, entrambi cestisti.

## Carriera

### Club

#### Gli inizi
Dopo aver iniziato la sua carriera cestistica nella squadra della sua città, l'Olijmpia Lubiana, nella stagione 2002-03 gioca per l'università di Michigan State nel campionato NCAA (dove colleziona 35 presenze con una media di 6,4 punti e 3,3 rimbalzi a partita). L'anno successivo ritorna in Europa nelle file della Fortitudo Bologna.

#### L'esperienza italiana (2003-2008)
In maglia Fortitudo, sotto la guida tecnica di Jasmin Repeša, mette in mostra grandi doti e potenzialità, diventando un giocatore molto importante per la formazione bolognese, che nel 2004 raggiunge la finale di campionato e quella di Eurolega, entrambe perse. La stagione 2004-2005 la Fortitudo rivince il campionato, dopo 5 anni, e quello fu anche l'anno della consacrazione di Lorbek che viene premiato come migliore giovane dell'Eurolega e nell'estate 2005 viene scelto al secondo giro del draft NBA 2005 (46º scelta assoluta) dagli Indiana Pacers di Larry Bird, anche se poi Erazem sceglierà di rimanere in Europa.
Infatti nell'estate 2006, dopo una Supercoppa italiana vinta e un'altra finale di campionato raggiunta, lascia la Fortitudo, ma non per l'NBA, bensì per trasferirsi in Spagna nelle file dell'Club Baloncesto Málaga, allenata da Sergio Scariolo.
Nel gennaio 2007 viene ingaggiato dalla Pallacanestro Treviso con la formula del prestito fino al termine della stagione, ma la squadra trevigiana deve presto rinunciare alle sue prestazioni in quanto tesserato come 19º giocatore della stagione (il limite per stagione è fissato a 18); questo fatto determinerà la penalizzazione della società che rimarrà quindi esclusa dai play-off e conseguentemente dall'Eurolega dell'anno successivo. Nei pochi mesi a Treviso, Lorbek vince comunque la Coppa Italia 2007.
Dal marzo 2007, dopo essere stato bocciato da Gino Natali general manager dell'Olimpia Milano che preferì a lui Bennett Davison, viene ingaggiato dalla Pallacanestro Virtus Roma di Jasmin Repeša, che, anche grazie alle sue giocate, ottiene nove vittorie consecutive; tuttavia nei play-off 2006-07, la squadra romana viene eliminata in semifinale da Mens Sana Siena, poi vincitrice del campionato. La stagione 2007-08 vede ancora lo sloveno giocare con Roma, che arriva in finale playoff, perdendo però ancora una volta contro Siena.

#### CSKA Mosca (2008-2009)
Nel giugno 2008 viene acquistato dal CSKA Mosca, campione d'Europa in carica, di Ettore Messina, con cui vince il campionato e arriva nuovamente alla finale del massimo torneo europeo.

#### Barcellona (2009-2014)
Nell'agosto del 2009 si trasferisce nuovamente in Spagna, nelle file del Barcellona con il quale disputa cinque stagioni, vincendo tre campionati spagnoli (2010-11, 2011-12, 2013-14), tre Coppe del Re (2010, 2011, 2013), tre supercoppe di Spagna (2009, 2010, 2011) e l'Eurolega 2009-2010. Viene inoltre eletto MVP delle finali vinte nel 2011-12.
Nel giugno 2014 decide di sospendere momentaneamente la carriera per problemi fisici alla schiena.

#### Sviluppi successivi
Dopo una pausa di due anni a seguito di un intervento chirurgico alla schiena, nell'estate del 2016 Lorbek prova a ritornare in campo e a entrare in NBA, partecipando alla NBA Summer League con i San Antonio Spurs (che nel draft NBA 2011 avevano acquisito da Indiana i suoi diritti, nell'ambito della cessione di George Hill), ma al termine non viene confermato dagli Spurs nel roster della prima squadra.
Il 7 dicembre 2016 si aggrega alla Pallacanestro Cantù per gli allenamenti.
Il 21 dicembre firma in prova fino a fine mese, con l'opzione per estendere il contratto fino al termine della stagione, con il Limoges CSP.
Il 19 gennaio 2018, Lorbek firma con l'Olimpija Lubiana. Lorbek affiancherà principalmente i giocatori più giovani, preparandosi allo stesso tempo per poter tornare a giocare; nel caso la sua preparazione non dia esito positivo, Lorbek verrà inserito nello staff tecnico.

### Nazionale
Con la nazionale di pallacanestro slovena vince i Campionati europei under 20 nel 2004 e nel 2005 partecipa con la nazionale maggiore ai campionati europei in Serbia. Nel 2006 è stato convocato dal coach Aleš Pipan per i Campionati mondiali maschili di pallacanestro in Giappone, salvo poi non parteciparvi a causa di un infortunio.

## Statistiche

### College
| Anno      | Squadra      | PG | PT | MP   | TC%  | 3P%  | TL%  | RP  | AP  | PRP | SP  | PP  |
| --------- | ------------ | -- | -- | ---- | ---- | ---- | ---- | --- | --- | --- | --- | --- |
| 2002-2003 | MSU Spartans | 35 | 16 | 15,5 | 53,4 | 46,2 | 64,9 | 3,3 | 0,6 | 0,6 | 0,5 | 6,4 |
| Carriera  | Carriera     | 35 | 16 | 15,5 | 53,4 | 46,2 | 64,9 | 3,3 | 0,6 | 0,6 | 0,5 | 6,4 |

### Eurolega
| Anno       | Squadra           | PG  | PT  | MP   | TC%  | 3P%  | TL%  | RP  | AP  | PRP | SP  | PP   |
| ---------- | ----------------- | --- | --- | ---- | ---- | ---- | ---- | --- | --- | --- | --- | ---- |
| 2003-2004  | Fortitudo Bologna | 22  | 1   | 10,7 | 57,4 | 40,0 | 54,2 | 2,3 | 0,4 | 0,5 | 0,4 | 3,5  |
| 2004-2005  | Fortitudo Bologna | 20  | 13  | 22,1 | 56,6 | 36,8 | 70,6 | 4,9 | 0,8 | 1,2 | 0,8 | 9,2  |
| 2005-2006  | Fortitudo Bologna | 19  | 12  | 23,0 | 52,9 | 47,4 | 52,8 | 4,4 | 1,1 | 0,8 | 0,4 | 9,6  |
| 2006-2007  | Málaga            | 7   | 0   | 13,2 | 21,1 | 16,7 | 50,0 | 3,9 | 0,6 | 0,1 | 0,6 | 1,6  |
| 2006-2007  | Pall. Treviso     | 2   | 1   | 16,5 | 50,0 | 33,3 | -    | 3,5 | 1,0 | 2,5 | 1,0 | 6,5  |
| 2007-2008  | Virtus Roma       | 20  | 19  | 26,8 | 53,0 | 39,0 | 68,5 | 5,6 | 0,8 | 1,6 | 1,0 | 13,2 |
| 2008-2009  | CSKA Mosca        | 21  | 15  | 23,1 | 58,4 | 44,4 | 65,2 | 5,0 | 0,8 | 0,8 | 0,7 | 12,0 |
| 2009-2010† | Barcellona        | 22  | 17  | 24,6 | 53,6 | 42,3 | 67,4 | 4,4 | 1,2 | 0,8 | 0,8 | 8,6  |
| 2010-2011  | Barcellona        | 20  | 16  | 21,1 | 51,2 | 37,1 | 72,2 | 3,6 | 0,9 | 0,8 | 0,2 | 8,4  |
| 2011-2012  | Barcellona        | 21  | 21  | 25,2 | 52,7 | 38,3 | 76,1 | 4,6 | 1,3 | 0,6 | 0,3 | 13,0 |
| 2012-2013  | Barcellona        | 30  | 26  | 21,2 | 48,9 | 41,9 | 75,0 | 3,4 | 1,0 | 0,2 | 0,2 | 8,9  |
| 2013-2014  | Barcellona        | 19  | 16  | 19,4 | 48,4 | 32,5 | 55,6 | 2,7 | 0,6 | 0,1 | 0,2 | 8,0  |
| Carriera   | Carriera          | 223 | 157 | 21,3 | 52,6 | 38,8 | 66,8 | 4,0 | 0,9 | 0,7 | 0,5 | 9,1  |

## Palmarès

### Club
- Campionato italiano: 1

Fortitudo Bologna: 2004-2005
- Supercoppa italiana: 1

Fortitudo Bologna: 2005
- Coppa Italia: 1

Pall. Treviso: 2007
- VTB United League: 1

CSKA Mosca: 2008
- Campionato russo: 1

CSKA Mosca: 2008-2009
- Campionato spagnolo: 3

Barcellona: 2010-2011, 2011-2012, 2013-2014
- Copa del Rey: 3

Barcellona: 2010, 2011, 2013
- Supercoppa spagnola: 3

Barcellona: 2009; 2010; 2011
- Liga catalana: 4

Barcellona: 2010, 2011, 2012, 2013
- Eurolega: 1

Barcellona: 2009-2010

### Individuale
- Euroleague Rising Star Trophy: 1

Fortitudo Bologna: 2004-05
- All-Euroleague First Team: 1

FC Barcelona: 2011-2012
- All-Euroleague Second Team: 2

CSKA Mosca: 2008-09
FC Barcelona: 2009-10
- MVP finali Liga ACB: 1

Fc Barcelona: 2011-12